# Orde Wingate
Orde Wingate, född 23 februari 1903 i Nainital i Uttarakhand i Indien, död 24 mars 1944 nära Bishnupur i Manipur, var en brittisk militär; generalmajor 1944. Han erhöll Distinguished Service Order.
Wingate kom 1921 in på "Royal Military Academy" (Kungliga Krigsakademien) i Woolwich, England. Han blev där officer 1923. Därefter kom han att tjäna det brittiska imperiet i Sudan från 1928, bland annat genom att förhindra araber från att förslava de infödda. Hans stationering där slutade 1933. 1935 gifte han sig med den yngre Lorna Moncrieff Paterson.
Han kom att bli väl ihågkommen av Israel, där han understödde den blivande staten genom att träna Haganah-trupper. Han var stationerad i det brittiska mandatet Palestina 1936–1939, som underrättelseman. Från det att han anlände kom han att se stödjandet av en judisk stat som en religiös angelägenhet.
Eftersom araberna attackerade civila och infrastruktur såsom oljeledningar, kom han att få organisera förband bestående av britter och judar. Dessa var mycket framgångsrika. I juni 1938 gav general Haining tillåtelse att organisera Special Night Squads, ’Särskilda nattpatruller’. Dessa gick till anfall emot sabotörer främst nattetid.
1939 förflyttades han först till England och efter andra världskrigets utbrott till Etiopien. Där försökte han organisera ett uppror emot landets italienska regim. Med Haile Selassies välsignelse 1941 deltog bland andra veteraner från Palestinas judiska grupper. I slutet av 1941 flyttades han dock till Kairo. Det var kring denna tid han ådrog sig malaria. Som en bieffekt av kinakrin blev han deprimerad och fick därför återvända hem. En rapport han skrivit fick dock till effekt att statsledningen såg hans talang och han fick befordran till överste och skickades till Burma/Indien. I Indien grundade han chindits, som opererade bakom de japanska linjerna. Han avled där i en flygolycka.